# KSV Wien
Der KSV Wien (Kultur- und Sportverein Wien) ist ein österreichischer Sportkegelverein in Wien-Leopoldstadt. Der KSV Wien ist mit der Damen- sowie der Herrenmannschaft in der Superliga, der höchsten Spielklasse in Österreich vertreten. Außerdem ist der KSV Wien mit weiteren Mannschaften auch in der Bundesliga, der Wiener Landesliga und in der ASKÖ-gelb und ASKÖ-rot vertreten. Der Mitgliederanzahl zufolge ist der KSV Wien der größte Kegelverein Österreichs. 

## Spielstätte
Die Spielstätte des KSV Wien befindet sich auf dem Areal der Kultur- und Sportvereinigung der Wiener Gemeindebediensten in der Rustenschacherallee im Wiener Prater.

## Erfolge
In der Saison 2014/15 konnte sich der KSV Wien den ersten Platz des Wiener Cup sichern und qualifizierte sich damit für den NBC-Pokal. Dort erreichte die Mannschaft den zweiten Platz.
In der niedrigsten Spielklasse, der ASKÖ, schaffte der KSV in der „ASKÖ-rot“ den ersten Platz in der Tabelle. Die Mannschaft hatte sich somit für die ASKÖ-Champions-League qualifiziert.